# Alphonse Balleydier
Pour les articles homonymes, voir Balleydier.
Le baron Alphonse Victor Chrétien Balleydier, né le 15 janvier 1810 à Lyon où il est mort le 10 novembre 1859, est un homme de lettres, historien et historiographe français.

## Biographie
Issu d'une famille bourgeoise bisontine (originaire d'Annecy), il est le fils de Gaspard Prosper Balleydier (1781-?), négociant et banquier lyonnais et Mélanie Antoinette de Hell (1786-1861), sœur de Anne Chrétien Louis de Hell, contre-amiral et gouverneur de l'Île Bourbon, dont la personnalité façonne ses jeunes années.
Probablement influencé par les engagements opposés de ses cousins, César Balleydier officier napoléonien tué au combat, et Jean-Louis Balleydier, avocat royaliste guillotiné, il fait d'abord connaître ses idées en collaborant à des journaux conservateurs lyonnais. Il s'installe ensuite à Paris pour publier par livraisons différents récits.
À la suite de la révolution de Février, il met son nom à un certain nombre de compilations historiques conçues dans un esprit contre-révolutionnaire. Il est l'auteur d'ouvrages  inspirés par un sentiment de l'ordre social et politique, dont les plus connus sont l’Histoire politique et militaire du peuple de Lyon pendant la Révolution française et l’Histoire de la révolution de Rome. Son Histoire des révolutions de l'empire d'Autriche et son Histoire de la guerre de Hongrie, qui font encore autorité aujourd'hui, lui valurent les titres de Freiherr (baron) et d'historiographe de l'Empereur d'Autriche.
Il contribua en outre à la Librairie d'Éducation, pour laquelle il composa des romans, des recueils de nouvelles et des récits, parmi lesquels plusieurs séries de Veillées, qui eurent un grand succès à l'époque.

## Armes
| Image | Armoiries |
| ----- | --- |
|       | Alphonse Balleydier († 1859), Baron de l'empire austro-hongrois, historiographe de l'empereur. D’argent à la bande d'azur chargée en cœur d'une rose d'argent et accompagné de six mouchetures d'hermine de sable en orle Devise: Caritate et Justitia (Charité et Justice) |

## Publications
- Nouvelles lyonnaises (1843) à lire sur Gallica
- Les Bords du Rhône, de Lyon à la mer, chroniques et Légendes (1843)
- Histoire politique et militaire du peuple de Lyon pendant la Révolution française (1789-1795) (3 volumes, 1845-1846) tome 1, tome 2, tome 3
- Rome et Pie IX (1847)
- Histoire de la garde mobile depuis les barricades de février. Avec l'état nominatif des officiers de chaque bataillon, ainsi que la liste complète des morts et des blessés victimes des 4 journées de juin (1848)
- La Première Légion à Cherbourg. Impressions de voyage (1848)
- Turin et Charles-Albert (1848)  à lire sur Gallica
- Histoire de la garde républicaine (1848) (lire en ligne)
- Le Couvent et la caserne des Célestins (1849)  à lire sur Gallica
- Dieu ne le veut pas, ou les Révolutionnaires peints par eux-mêmes (1849)  à lire sur Gallica
- Visite rendue par l'Angleterre à la France ou Une semaine à Paris pendant les vacances de Pâques (1849) (lire en ligne)
- La vérité sur les affaires de Naples, Réfutations des lettres de Monsieur Gladstone (1851) (lire en ligne)
- Histoire de la Révolution de Rome, tableau religieux, politique et militaire des années 1846, 1847, 1848, 1849 et 1850 en Italie (2 volumes, 1851) tome 1 (3e édition), tome 2 (3e édition)
- Histoire des révolutions de l'Empire d'Autriche, années 1848 et 1849 (1853) (lire en ligne)
- Histoire de la guerre de Hongrie en 1848-1849, pour faire suite à l'Histoire des révolutions de l'Empire d'Autriche (1853) (lire en ligne)
- Veillées militaires (1854) (lire en ligne)
- Veillées de famille (1855) (lire en ligne)
- Veillées maritimes (1856)
- Histoire de l'Empereur Nicolas (trente années de règne) (2 volumes, 1857) tome 1, tome 2
- Histoire de Sainte Gudule et du Saint Sacrement du Miracle (1859)
- Veillées de vacances (1859)
- Veillées du presbytère (1860)
- Veillées du peuple (1862) sur Gallica
- Une Promenade historique (1863)
- Histoire d'un œuf de Pâques (1876)
- Le Petit Chaperon blanc (1876)
- Récits du foyer (1876) à lire sur Gallica
- Valeria ou les premiers chrétiens et autres histoires (1890)